# Tutl
Tutl (tidligere stavet TUTL) er et pladeselskab på Færøerne, der blev grundlagt i 1977 af den danske jazzmusiker og komponist Kristian Blak. Det "legendariske label" er anerkendt for at have givet mange færøske musikere deres internationale gennembrud, og "har spillet en meget stor rolle i at give øgruppens musikere mulighed for at indspille og udgive deres musik". 

## Historie
Tutl betyder at hviske eller hvisle på færøsk; i udlandet, er selskabet den nok bedst kendte udgiver og distributør af færøsk musik. al omtale af færøske musikere i World Music guiden (fra forlaget Rough Guides) er f.eks. udgivet af "the main Faroese record company, Tutl." Førende færøske musikere og grupper som Teitur Lassen, Eivør Pálsdóttir, Høgni Lisberg, Guðrið Hansdóttir, Knut Háberg Eysturstein og Týr begyndte deres karriere i Tutl, og Blaks eget jazzband Yggdrasil foretager alle deres indspilninger på Tutl.
I 2008 indgik Tutl et samarbejde med The Rocking Factory, en organisation med base i Bruxelles (nu Hamborg),, der har til formål at repræsentere og fremme musik fra nordiske lande på det europæiske fastland. Udover distribution, er The Rocking Factory også forpligtet til at hjælpe Tutl-kunstnere med at arrangere turnéer.